# Raguinite
La raguinite è un minerale. Fu scoperto per la prima volta nel 1969 da Yvette Laurent, Paul Picot, Roland Pierrot, Francois Permigneat e T. Ivanov nel deposito geologico di Alsar (Kavadarci) in Macedonia del Nord. Venne chiamato così in onore del professore di mineralogia francese Eugène Raguin (1900–2001).

## Abito cristallino
In cristalli microscopici pseudoesagonali.

## Origine e giacitura
In depositi idrotermali.

## Forma in cui si presenta in natura
In aggregati lamellari di cristalli oblunghi concresciuti con la pirite associati alla lorándite ed al realgar.

## Caratteristiche chimico-fisiche
- Peso molecolare: 324,36 grammomolecole[1]
- Densità di elettroni: 5,43 g/cm³[1]
- Indici quantici[1]:
  - fermioni: 0,0051329837
  - bosoni: 0,9948670163
- Indici di fotoelettricità[1]:
  - PE: 1088,37 barn/elettrone
  - ρ: 5904,68 barn/cm³
- Indice di radioattività: GRapi: 0 (Il minerale non è radioattivo)[1]

## Località di ritrovamento
Ad Alsar (Macedonia del Nord).